# Боре (Горња Саона)
Боре (фр. Borey) насеље је и општина у источној Француској у региону Франш-Конте, у департману Горња Саона која припада префектури Везул.
По подацима из 2011. године у општини је живело 233 становника, а густина насељености је износила 16,07 становника/km². Општина се простире на површини од 14,5 km². Налази се на средњој надморској висини од 158 метара (максималној 438 m, а минималној 282 m).

## Демографија
| 1962. | 1968. | 1975. | 1982. | 1990. | 1999. | 2011. |
| ----- | ----- | ----- | ----- | ----- | ----- | ----- |
| 235   | 195   | 183   | 246   | 202   | 225   | 233   |

График промене броја становника у току последњих година